# 五岳水库
五岳水库位于中国河南省信阳市光山县南向店、殷棚、马贩三乡（镇）交界处，是以防洪、灌溉为主，兼有发电、养殖等功能的大（二）型水库。因大坝上游的“五岳庙”而得名。